# De Udvalgte
De Udvalgte (The Named) er en roman skrevet af Marianne Curley. Det er den første bog i Guardians of Time-serien og den eneste, der er blevet oversat til dansk. Handlingen udspiller sig i det fiktive Angel Falls og fokuserer på "de Udvalgte", en gruppe mennesker, der kæmper på de godes side i forsøget på at stoppe en ond orden, Kaosordenen, der forsøger at skabe kaos ved at ændre små ting i fortiden. 
Bogen blander eventyr med historiske begivenheder.
Bogen blev oversat til dansk af Karin Bodenhoff og udgivet af Gyldendal i 2002

## Fortællerne
Bortset fra første kapitel, som er skrevet i tredje person, er bogen skrevet i første person, hvor det skifter mellem Ethan Roberts og Isabel Becket. 

## Handling
De Udvalgte begynder med at bogens hovedperson, Ethan, har et marreridt om sin barndom. Da Ethan var fire år, var han vidne til hans søsters død, som blev forudsaget af Marduke, et voldsomt monster med et vansiret ansigt. Marreridtet slutter med at  Ethan skriger, og den ældre Ethan vågner i sin seng. Man finder ud af, at søsteren Sera er død i virkeligheden, og at hele familien er faldet fra hinanden. Historien fortsætter med Ethan, som efter søsterens død blev introdiceret for Hirden, en magisk organisation, som gennem tidsrejser kæmper for at bevare historiens gang. Normalt bliver man først medlem af Hirden når ens medfødte evner begynder at vise sig, men i Ethans tilfælde turde Hirden ikke vente, da man frygtede for hans mentale helbred. Arkarian, en ca. 600 år gammel sandhedsseer med et udseende som en 18 årig, blev Ethans mester, og lærte ham om alt kampsport, friluftsliv og meditation, samtidig med at de tog på missioner i fortiden. Ve siden af sit liv i Hirden, fortsatte Ethan sit normalle liv, med skole og famillie i byen Angel Falls. Ved bogens begyndelse bliver Ethan forfremmet til træner, og Isabel Becket på 16 år bliver hans lærling. Isabel er søster til Matt Becket, som var gode venner med Ethan da de var mindre, men som nu hader Ethan, på grund af den sære forbindelse mellem ham og Matts kæreste, Rochelle. Isabel evner er begyndt at vise sig, idet at hun begynder at kunne heale sig sev, men hun har dog svært ved at tro på Ethan, da han konfrontere hende med Hirden og hendes skæbne, hun giver sig dog til sidst, og de begynder at træne. Inden længe er Isabel på sin første mission, sammen med Ethan, tilbage til 1300-tallet, hvor de skal sikre at kong Richardt når at bliver konge, da det frygtes at kaosordenen har sendt en snigmorder tilbage i historien for at dræbe ham som barn. Snigmordet bliver stoppet i tide, og Tilbage i nutiden bliver Isabel officielt indviet i Hirden af Tribunalet, Hirdens regerende råd.
I løbet af bogen tager Ethan og Isabel tilbage i tiden for at stoppe Abigail Smith, den tredje amerikanske præsidents kone, i at blive forgiftet. missionen går ikke som forventet, og Ethan må rejse ind i mellemverdenen, for at rede en døende Isabel før hun krydser over til de dødes verden. Desuden lære isabel om en profeti, som spår om den endelige kamp mellem Hirden og Kaosordenen, og flere af de udvalgtes identiteter bliver afsløret, mens Ethan må stå til ansvar får flere anklager om sløset brug af sine magiske evner, og hemmeligholdelsen af Hirden. Samtidig gør Marduke klar til sin endelige hævn, og Ethan lære sandheden bag hans søsters død.